# 迴諍論
《迴諍論》，作者龍樹，佛教論著，以頌偈體寫成，共有二十首偈的反論、五十首偈的答論，另加一首「結頌」，共成七十一首偈頌，加上龍樹的自行註疏。
龍樹作品中，只有《中論》與《迴諍論》的梵文本仍然留存。

## 概論
學者一般認為，此書是主要是為了反駁正理派（Nyāya）的理論而寫作。

## 版本
本書有梵文本、漢譯本與藏譯本。現代又譯為英文、法文等。

### 漢譯本
東魏興和三年（541年），三藏毘目智仙共瞿曇流支等人譯，共一卷。

### 藏譯本
- 林鎮國：〈龍樹《迴諍論》與基礎主義知識論的批判 （页面存档备份，存于）〉。